# Scenopinus sanfordi
Scenopinus sanfordi är en tvåvingeart som beskrevs av Kelsey 1971. Scenopinus sanfordi ingår i släktet Scenopinus och familjen fönsterflugor. Inga underarter finns listade i Catalogue of Life.